# Rusínská eparchie Parma
Rusínská eparchie Parma je eparchie Rusínské řeckokatolické církve, nacházející se v USA, která je sufragánní vůči pittsburské archieparchii.

## Území

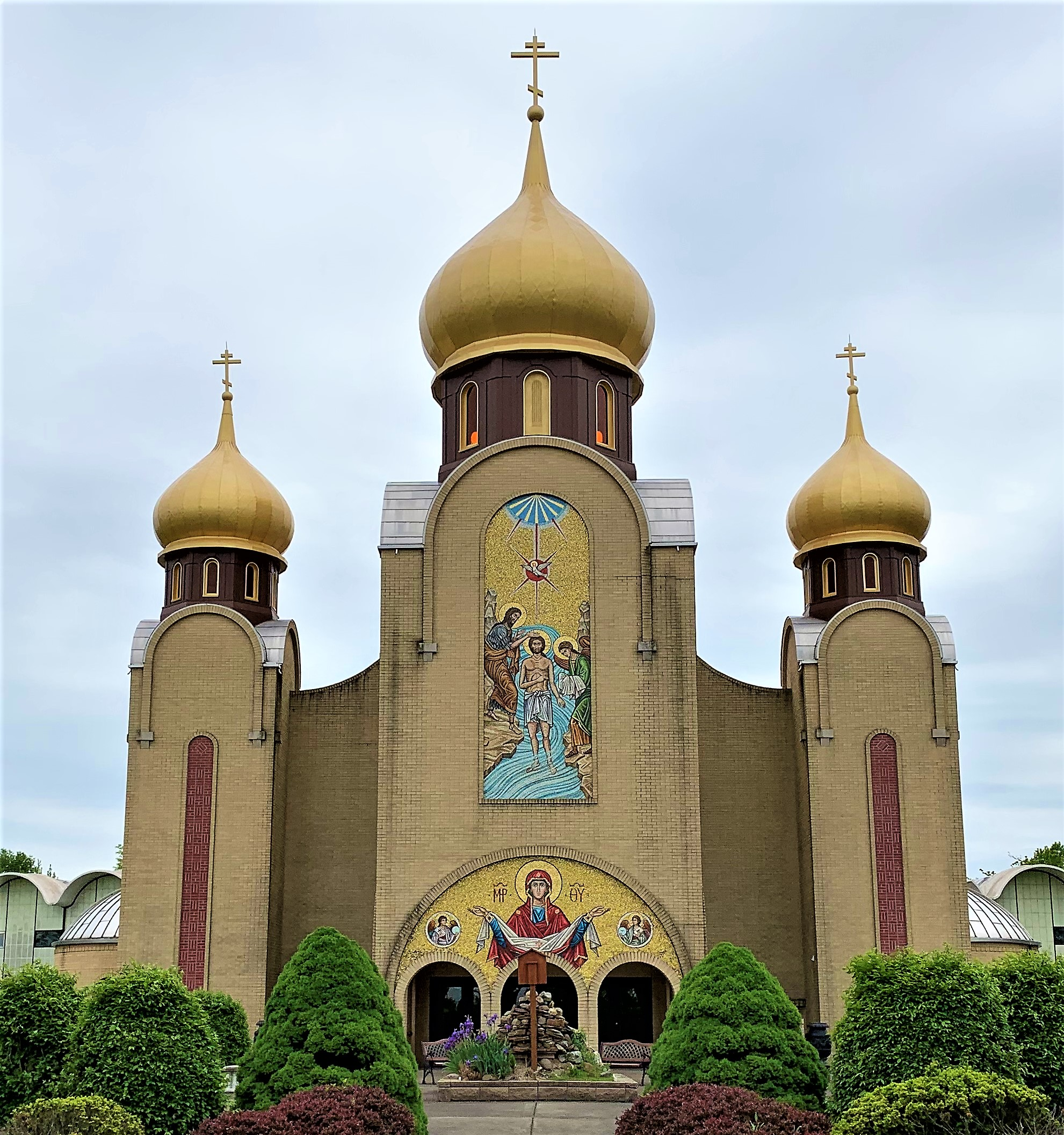
sv. Jana Křtitele v Parmě.

Eparchie zahrnuje všechny rusínské věřící v amerických federálních státech Severní Dakota, Jižní Dakota, Illinois, Indiana, Iowa, Kansas, Minnesota, Missouri, Nebraska, Ohio (část státu) a Wisconsin.
Eparchiálním sídlem je město Parma, kde se nachází hlavní chrám Katedrála svatého Jana Křtitele.

## Historie
Dne 21. února 1969 byla eparchie zřízena bulou Christi Ecclesia  papeže Pavla VI. a byla podřízena pittsburské archieparchii (tehdy archieparchie Munhall), z níž byla vyčleněna.